# Montejo de la Vega de la Serrezuela
Montejo de la Vega de la Serrezuela – gmina w Hiszpanii, w prowincji Segowia, w Kastylii i León, o powierzchni 27,85 km². W 2011 roku gmina liczyła 154 mieszkańców.